# Borghild Ouren
Borghild Ouren (17 agosto 1977) è un'ex biatleta norvegese.

## Biografia
In Coppa del Mondo esordì il 15 gennaio 2000 a Ruhpolding (79ª) e ottenne l'unico podio il 21 dicembre 2002 a Osrblie (3ª).
In carriera prese parte a due edizioni dei Campionati mondiali (23ª nella staffetta mista a Pokljuka 2006 il miglior piazzamento).

## Palmarès

### Coppa del Mondo
- Miglior piazzamento in classifica generale: 60ª nel 2004
- 1 podio (a squadre):
  - 1 terzo posto